# Chelonus nigrinus
Chelonus nigrinus är en stekelart som beskrevs av Julius Theodor Christian Ratzeburg 1844. Chelonus nigrinus ingår i släktet Chelonus och familjen bracksteklar. Inga underarter finns listade i Catalogue of Life.